# Michel Bury
Pour les articles homonymes, voir Bury.
Michel Bury, né le 28 février 1952 à Ingwiller, est un tireur sportif français.
Il a pratiqué en particulier le tir couché, le 3×40 et aussi le tir carabine 10 m et l'Arbalète. Il a participé au développement du tir en France par différentes responsabilités au sein de la fédération française de tir, dont Directeur du haut Niveau à partir de mars 2000 et au sein du CREPS de Strasbourg.

## Biographie
Aux Jeux olympiques d'été de 1984 à Los Angeles, Michel Bury est vice-champion olympique de l'épreuve du 50 m long rifle couché (60 coups) hommes avec le score de 596/600.
Au cours de sa carrière, il a été 20 fois champion de France.
En 1972, il a été vice-champion d'Europe.
En 1994, il est champion du monde par équipe au 3×40.
Il dispute aussi les épreuves de tir des Jeux olympiques d'été de 1992 et de 1996.
Durant les Jeux olympiques 2020 à Tokyo, il est consultant pour France Télévisions et commente les épreuves de tir (sur cible) avec Gaël Robic.

## Anecdote
Il arrête sa carrière officiellement en juillet 2000, lors des championnats de France 50 m à Moulins et gagne le titre de Champion de France. Il dispute l'épreuve en catégorie SENIOR, en surclassement, car en raison de son âge, 48 ans, il aurait eu droit à la catégorie Vétéran. [information à vérifier car, ni en tir sportif ni en tir à l'arc, il n'existe de catégorie 'vétéran' - la catégorie 'senior 3' commence à 60 ans passés, il existe une catégorie senior 2 à partir de 45 ans]
Michel Bury est connu pour son goût pour la nature. La coupe de bois, dans les forêts de son enfance, a fait partie de son entraînement en particulier en 1984 pour la préparation des JO de Los Angeles.